# Baby Face
Baby Face ist ein amerikanischer Spielfilm aus dem Jahr 1933 mit Barbara Stanwyck in der Hauptrolle. Der Film gilt als prominentes Beispiel für Hollywoods Pre-Code-Kino der frühen 1930er-Jahre.

## Handlung
Lily Powers ist ein kluges, abgebrühtes Mädchen, das in der Zeit der Prohibition in dem billigen Lokal ihres Vaters Nick illegal Alkohol ausschenkt. Seit dem Alter von 14 Jahren ist sie vom Vater angehalten worden, sich mit den männlichen Gästen zu „umgeben“, wie sie es ausdrückt. Eines Tages stirbt der Vater bei der Explosion seines Brennkessels. Lilys väterlicher Freund Adolf Cragg zitiert Nietzsches Der Wille zur Macht und gibt der resignierten jungen Frau den Rat, Männer zu benutzen, um selber aufzusteigen.
Gemeinsam mit der afroamerikanischen Chico, zugleich Freundin und Dienstmädchen, besteigt Lily einen Güterzug. Sie reisen nach New York, um dort zu Wohlstand zu kommen. Innerhalb kurzer Zeit findet Lily eine Anstellung bei einer Bank, nachdem sie den Mitarbeiter eines Personalbüros verführt hat. Anschließend schläft sich im wahrsten Sinne des Wortes an die Spitze der Bank. Ihre Liebhaber stehen in der Unternehmenshierarchie nach und nach immer höher, und durch deren Geschenke und Zuwendungen beginnt sie selbst etwas Wohlstand zu erleben.
Lily führt eine Affäre mit dem Vorstandsassistenten Ned Stevens, der eigentlich mit der Tochter des Vizepräsidenten Carter verlobt ist. Dabei arrangiert es Lily so, dass die Verlobte die Affäre entdeckt. Ned bringt es nicht übers Herz, Lily selbst zu entlassen, weshalb sich Carter der Aufgabe annehmen möchte. Doch Lily schafft es schon nach kurzer Zeit, Carter zu ihrem Geliebten zu machen. Als Ned nach längerer Reise zurückkommt, macht er Lily einen Heiratsantrag, den sie aber ablehnt. In rasender Eifersucht erschießt Ned zunächst seinen Nebenbuhler Carter und dann sich selbst.
Durch die Affäre gerät die Bank in eine Krise. Courtland Trenholm, der als Playboy geltende Enkel des Firmengründers, wird zum neuen Firmenpräsidenten ernannt. Er durchschaut Lily: Anstatt ihr, wie von ihr erhofft, eine hohe Abfindung zum Schweigen gegenüber der Presse zu zahlen, belässt er sie in der Firma und versetzt sie unter falschem Namen in die Filiale nach Paris. Als Courtland einige Zeit später nach Paris reist, ist er überrascht, dass Lily sich als beruflich erfolgreich erwiesen hat. Er verbringt Zeit mit ihr und verliebt sich in sie. Beide heiraten. Courtland äußert, er wisse, dass sie ihn jetzt nicht liebe, hoffe aber, dass sich das noch ändere.
Lily ist am Ziel ihrer Wünsche. Doch im Börsencrash gerät die Bank in den Bankrott. Courtland wird als Schuldiger ausgemacht und muss sich gegen eine Anklage wehren. Um Geld für eine Verteidigung zu sammeln, verlangt Courtland ihre Anleihen, ihr Geld und ihren Schmuck. Lily lehnt das ab und besteigt ein Schiff nach Paris, besinnt sich aber im letzten Moment. Zurückgekehrt, findet sie Courtland durch einen Suizidversuch schwer verletzt vor. Im Krankenwagen lässt Lily versehentlich ihr Schmuckkästchen fallen, wobei Geld und Schmuck auf den Boden fallen. Als ein Sanitäter sie darauf hinweist, sagt sie unter Tränen, dass sie nicht mehr wichtig seien. Courtland öffnet seine Augen und sieht Lily.

## Hintergrund

### Unterschiedliche Fassungen
Baby Face gilt heute als klassisches Beispiel für Pre-code-Filme, die also vor Inkrafttreten des Production Code im Juni 1934 in den Verleih kamen. Diese Streifen gingen in der Darstellung von Sex und Gewalt so weit wie es nur ging. Vor dem Hintergrund der Weltwirtschaftskrise waren die Zuschauerzahlen in den USA dramatisch gesunken und die Studios versuchten mit allen Mitteln, das Publikum zurückzugewinnen. Trotzdem war Mitte 1933 der Bogen bereits so weit überspannt, dass die Studios nicht mehr jede Form von Selbstsucht und Habgier auf die Leinwand bekamen. 
So enthielt die erste Fassung des Drehbuchs, die im November 1932 mit Barbara Stanwyck diskutiert wurde, noch Szenen, in denen der Vater die minderjährige Lily schlägt und gegen ihren Willen in einen Raum stößt, in dem bereits ein Kunde auf sie wartet, um hinter der schreienden Lily die Tür abzuschließen.
In einer anderen Einstellung sollte Lily mehr oder weniger nackt auf dem Tresen der Bar vor dem Publikum tanzen. In der ursprünglichen Fassung des Films fleht Courtland Lily an, ihre Juwelen zu versetzen, um ein kurzfristiges Darlehen bekommen. Sie lehnt mit dem Hinweis auf ihre schwere Kindheit und all die Mühen ab, die es sie gekostet habe, reich zu werden, ab. Courtland verlässt den Raum und der Film endet. Nach massiven Interventionen des Hays Office, der damaligen Zensurbehörde, wurde darauf bestanden:

„Es ist notwendig, dass sie am Ende des Films wieder arm und ohne soziale Stellung dasteht und so die Botschaft rüberkommt, dass der Einsatz des eigenen Körpers für materielle Vorteile schlecht und verdammenswert ist.“

Letztlich wurde sich entschieden, den Film so enden zu lassen, dass Lily neben dem schwer verletzten Courtland im Krankenwagen sitzt und sich von ihrem Materialismus geläutert zeigt. Es wird offen gelassen, ob Courtland überlebt und inwieweit das Ehepaar wohlhabend bleibt.
Im Sommer 2004 wurde in der Library of Congress der um fünf Minuten längere Originalschnitt des Filmes entdeckt, der von den New Yorker Zensoren abgelehnt worden war, woraufhin eine abgeschwächte Fassung in die Kinos kam. 2005 wurde eine restaurierte Fassung erstellt, aus der sich ergibt, dass eine Reihe erotischer Szenen oder Einstellungen auf Wunsch der Zensoren herausgeschnitten wurde, etwa wenn ein Lokalpolitiker an Lilys Brüste fasst oder sie sich einem Eisenbahnmitarbeiter hingibt, damit er sie nicht als blinde Passagierin verrät. Aber auch die Rede des Schusters Cragg, der sich auf Nietzsche beruft und erklärt, Lily solle die Männer beherrschen, wurde verändert und in ihrer eindeutigen Botschaft abgeschwächt.

### Themen des Filmes
Dieses Heraufdämmern einer moralischen Reaktion auf eine allzu große Permissivität war erst gegen Mitte 1933 so deutlich zu spüren. Noch Ende 1932 konnte MGM in Feuerkopf, der Jean Harlow in einer vergleichbaren Rolle zeigte, auf jedes moralisch korrekte Ende verzichten und Harlow in der Schlusseinstellung als erfolgreiche Konkubine eines steinreichen und steinalten französischen Marquis präsentieren. Trotz der Änderungen beschreibt der Film die Art und Weise, wie sich Lily ihren Reichtum verschafft, ohne jede Umschweife. Stanwyck wird in ihrem Vorstellungsgespräch in der Bank gefragt, ob sie denn Erfahrungen habe. Die Schauspielerin lächelt ein sehr anzügliches Lächeln und erwidert knapp:

„Plenty!“

Der Film spielt ganz offen in seinem Slogan auf Stanwyck's Vorgehen an:

„She climbs the ladder of success – Man by Man.“

Insgesamt waren derartige Schilderungen für die Zeit nicht ungewöhnlich. In Herz am Scheideweg erkennt die anfangs arme, aber ehrliche Heldin nach eigenen Worten rasch, wie sie zu Luxus und Wohlstand kommen kann:

„Der einfachste Weg zum Luxus ist horizontal!“

Joan Crawford schläft sich in Alles für dein Glück aus demselben Jahr in die höchste Gesellschaft von New York empor. Ähnlich erfolgreich setzte Ruth Chatterton in Anybody's Woman ihre Sexualität ein, um aus den Slums herauszukommen.
Aus heutiger Sicht überrascht der Charakter von Chico, einer Afroamerikanerin und beste Freundin von Lily. Beide haben anfangs ein sehr enges Verhältnis und zu keinem Zeitpunkt behandelt Lily Chico anders als mit Respekt und Offenheit. Die Dialoge von Theresa Harris sind frei von den damals für Afroamerikaner im Film üblichen grammatikalischen Stereotypen. An einer Stelle fordert ein Geliebter Lily auf, sich von Chico zu trennen, da sie nicht mehr zu ihrem gehobenen sozialen Status passen würde. Lily antwortet mit kalten Worten:

„Chico stays!“

Die Streitereien mit der Zensurbehörde war einer der Gründe, die Produzent Darryl F. Zanuck bewogen, seine Zusammenarbeit mit Warner Brothers zu beenden. Er gründete sein eigenes Filmstudio 20th Century Pictures, das Mitte 1934 die bankrotten Fox Film Corporation übernahm und zur 20th Century Fox fusionierten.

## Kritiken
In einer zeitgenössischen Kritik aus dem Juni 1933 war Mordaunt Hall in der New York Times wenig angetan. Es sei „ein unappetitliches Thema, dessen Geschehnisse fortwährend und stümperhaft geschildert werden“. Lloyd S. Thompson befand im San Francisco Examiner vom 1. Juli 1933, es sei ein „gewagtes Thema“ und Stanwycks Figur zeige für den Großteil des Filmes ein fast „hitlerisches Fehlen von Skrupeln“. Gerade die erste Hälfte des Filmes sei durch aber durch seine aber ein „Spaß“, während der letzte Teil konventioneller geraten sei.
Jonathan Rosenbaum befand Baby Face bereits 1985 für einen der anzüglichsten und zynischten Filme der 1980er-Jahre, der deshalb „sehr sehenswert sei“. In späteren Jahren und insbesondere nach Erstellung der restaurierten Fassung im Jahr 2005 erarbeitete sich Baby Face den Ruf, ein Klassiker des Pre-Code-Films zu sein, was etwa die Aufnahme in das National Film Registry sowie die Aufnahme in die Time-Liste der besten 100 Filme von 1923 bis 2005 bezeugen. Bei Rotten Tomatoes hat der Film, basierend auf 20 Kritiken, eine positive Wertung von 100 %. Moderne amerikanische Kritiker loben vor allem die Schauspielleistung von Barbara Stanwyck und sehen zum Teil feministische Aspekte in dem Film.

## Auszeichnungen
- 2005: Aufnahme in das National Film Registry als besonders erhaltenswerter Film
- 2005: Wahl in die Time-Auswahl der besten 100 Filme von 1923 bis 2005